# بحيرة دونكمير
بحيرة دونكمير تقع في مقاطعة فلاندر الشرقية ضمن إقليم الإقليم الفلامندي وتبلغ مساحتها 86 هكتار.